# Exploding Kittens
Exploding Kittens è un gioco di carte ideato da Elan Lee, Matthew Inman del sito di fumetti The Oatmeal, e Shane Small. Il gioco è stato proposto come progetto crowdfunding nel gennaio 2015 su Kickstarter ed è stato messo in commercio da luglio 2015. Nel gennaio 2016 è stata pubblicata una versione multimediale a pagamento del titolo, giocabile su piattaforma iOS e android, mentre la versione Netflix è stata resa disponibile gratuitamente.
Exploding Kittens è descritto come un "gioco di carte strategico sui gatti e la distruzione".

## Storia editoriale
Originariamente proposto come progetto crowdfunding su Kickstarter, raccolse i 10.000 dollari necessari alla realizzazione del gioco in appena otto minuti, e il 27 gennaio 2015, sette giorni dopo l'apertura, superò i 103.000 sostenitori stabilendo il record per il maggior numero di supporter nella storia di Kickstarter. Al completamento, il 19 febbraio 2015, aveva 8.782.571 dollari in impegni da parte di 219.382 sostenitori. La campagna si concluse come la quarta più finanziata sul sito di crowdfunding. Il primo test play di Exploding Kittens venne registrato su YouTube da Smosh Games, che aveva il primo mazzo. I sostenitori iniziarono a ricevere la consegna alla fine di luglio 2015; tutti i sostenitori ricevettero il gioco entro settembre 2015. Successivamente è stata pubblicata una versione vietata ai minori di 18 anni con le stesse regole della versione classica, il mazzo può essere giocato da solo, in combinazione col mazzetto classico o con una o tutte le espansioni, per aumentare il numero limite di giocatori fino a 12. È distribuito in Italia da Asmodée Éditions.

## Svolgimento del gioco
Tutte le carte vengono messe in un mazzo, ad eccezione delle carte Disinnesco e delle Exploding Kitten. Il mazzo viene mischiato e ogni giocatore pesca 7 carte e prende una carta disinnesco. Le carte Exploding Kitten vengono poi rimescolate nel mazzo in modo che il numero di Exploding Kitten nel mazzo sia uno in meno rispetto al numero dei giocatori. Anche le restanti carte Disinnesco vengono rimesse nel mazzo. Un ordine di turno viene deciso in base a qualsiasi condizione banale.
Ogni giocatore può quindi giocare quante carte vuole dal proprio mazzo nel proprio turno, se scegliere di non farlo, pesca una carta; un turno finisce quando un giocatore pesca una carta. I giocatori non devono dire a nessun altro giocatore quali carte hanno in mano. Le carte giocate vengono messe in una pila degli scarti.
Se un giocatore pesca una carta Esploding Kitten, deve mostrarla immediatamente ed è fuori dal gioco, a meno che non abbia una carta Disinnesco. Vince l'ultimo giocatore che è ancora in gioco.

## Espansioni
Nel corso degli anni sono state pubblicate diverse espansioni:
- Imploding Kittens. Richiede una scatola base di Exploding Kittens per poter giocare, include 20 nuove carte, una carta "Imploding Kittens" (che pescata la prima volta non farà esplodere subito il giocatore, ma verrà riposizionata nel mazzo di pesca a faccia in su) e un "cono della vergogna" per indicare il senso di gioco. Aumenta il limite dei giocatori da 5 a 6.
- Barking Kittens. Richiede una scatola base di Exploding Kittens per poter giocare, include 20 nuove carte e una "corona gatto" che serve a difendersi dal furto di carte da parte degli altri giocatori. Aumenta il limite di giocatori da 5 a 6.
- Streaking Kittens. Richiede una scatola base di Exploding Kittens per poter giocare, include 15 nuove carte che comprendono 8 nuove carte azione, e una carta "Streaking Kittens" che permette di tenere in mano una carta Exploding Kittens senza perdere.

## Nella cultura di massa
Nel luglio 2024 è uscita su Netflix una serie tv omonima dedicata al gioco.